# Niels-Henning Ørsted Pedersen
Niels-Henning Ørsted Pedersen (Osted, 27 maggio 1946 – Copenaghen, 19 aprile 2005) è stato un contrabbassista danese di musica jazz.

## Biografia
Niels-Henning Ørsted Pedersen, il cui nome si trova spesso abbreviato nell'acronimo "NHØP", nacque a Osted, presso Roskilde. Ultimo di cinque fratelli, come i maggiori fu avviato allo studio della musica dalla madre pianista, dedicandosi dapprima allo studio del pianoforte per poi indirizzarsi verso il contrabbasso, strumento che mancava in famiglia. Già all'età di quattordici anni calcava i palcoscenici delle principali città danesi con il gruppo "Jazzkvintet 60". Ingaggiato come contrabbassista stabile del Jazzhus Montmartre, uno dei jazz club più noti di Copenaghen, si trovò, diciassettenne, a declinare l'invito ad entrare a far parte dell'orchestra di Count Basie, troppo giovane perché gli venissero rilasciati tutti i permessi e i documenti consoni ad una legale permanenza sul suolo americano.

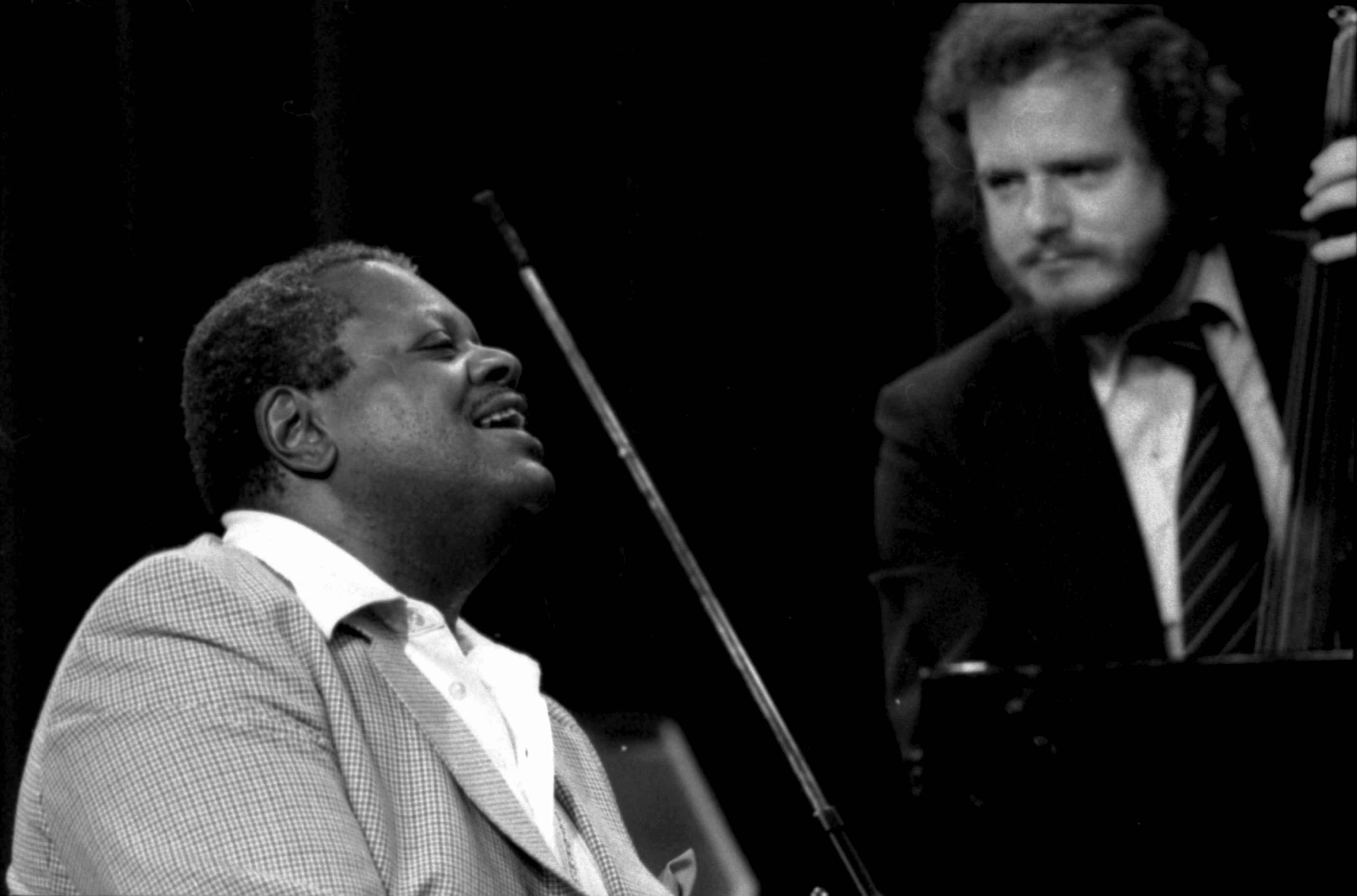
Pedersen e Oscar Peterson al Montreux Jazz Festival, luglio 1979

Avrebbe comunque ovviato a tale impossibilità sul finire degli anni sessanta, quando ebbe modo di suonare con lo stesso Basie e con quanti altri jazzisti avessero scelto la Danimarca tra le mete dei propri tour europei; tra essi, Ben Webster, Bill Evans, Brew Moore, Bud Powell, Roy Eldridge, Dexter Gordon, Dizzy Gillespie, Jackie McLean, Roland Kirk, Sonny Rollins, e la cantante Ella Fitzgerald. Sempre a proposito delle sue collaborazioni, degne di nota sono quelle, tra le più proficue, con Oscar Peterson, in compagnia del quale incise molteplici album nel corso degli anni settanta, o con Kenny Drew, nello stesso periodo.
Nel 1981 fu insignito del titolo di "Miglior bassista dell'anno" dalla rivista Downbeat, e nel 1990 ricevette il Nordic Council Music Prize.
Alla fine degli anni novanta, lo troviamo impegnato in un tour dall'itinerario internazionale (con tappe come la Corea, il Giappone o l'Australia) in compagnia del pianista Mulgrew Miller, in una formazione che diventerà presto un trio quando ai due si assocerà il batterista Alvin Queen. L'attività del gruppo continuerà ininterrotta sino alla morte dello stesso Pedersen avvenuta nel 2005 a causa di un arresto cardiaco, lasciando in eredità al mondo del Jazz quella sua tecnica profondamente virtuosistica e quelle originali composizioni (come The Puzzle o My Little Anna) che ben avrebbe omaggiato il collega e amico Oscar Peterson: «Che Dio ti benedica, Niels, e che tu possa rendere più brillante la musica in Paradiso come hai fatto qui sulla Terra.»

## Discografia

### Da leader
- Jaywalkin' (SteepleChase, 1976)
- Pictures (SteepleChase, 1976)
- Double Bass (SteepleChase, 1976) - con Sam Jones
- Dancing on the Tables (SteepleChase, 1979)
- Just the Way You Are (Sonet, 1981) - con Rune Gustafsson
- The Viking (1983)
- The Eternal Traveller (1984)
- Scandinavian Wood (Caprice, 1992)
- Uncharted Land (1992)
- Ambiance (1993)
- To a Brother (1993)
- Those Who Were (1996)
- Friends Forever (Milestone 1997)
- This Is All I Ask (1998)
- NHOP (2009) - con Michel Petrucciani

### Da collaboratore
con Albert Ayler
- My Name Is Albert Ayler (1963)

con Chet Baker
- The Touch of Your Lips (1979)
- Daybreak (Live in Montmartre Vol. 1) (1979)
- This Is Always (Live in Montmartre Vol. 2) (1979)
- Someday My Prince Will Come (1979)

 con Count Basie 
- Kansas City 6 (1981)

 con Philip Catherine 
- Jaywalkin' (1975)
- Trio 2 (1993) - con Billy Hart

 con Niels Lan Doky, Alex Riel, e altri 
- The Song Is a Fairytale (di Frederik Magle) (1994)

 con Kenny Drew 
- Duo (SteepleChase, 1973)
- Duo 2 (SteepleChase, 1974)
- Dark Beauty (SteepleChase, 1974)
- If You Could See Me Now (SteepleChase, 1974)
- In Concert (SteepleChase, 1977)
- And Far Away (Soul Note, 1983)

 con Roy Eldridge 
- Roy Eldridge 4/Montreux 77 (1977)

 con Stan Getz 
- Live at Montmartre (vol. 1 e 2) 1977

 con Dizzy Gillespie 
- The Giant (America, 1973)
- The Source (America, 1973)
- The Dizzy Gillespie Big 7 (Pablo, 1975)

 con Dexter Gordon
- One Flight Up (Blue Note, 1964)
- A Day in Copenhagen (MPS, 1969) - con Slide Hampton
- Some Other Spring (Sonet, 1970) - con Karin Krog

con Louis Hjulmand
- Play with Us (1987)

con Milt Jackson
- The Milt Jackson Big 4 (Pablo, 1975)

con Roland Kirk
- Kirk in Copenhagen (Mercury, 1963)

con Biréli Lagrène
- Standards (EMI, 1992)

con Tania Maria
- Tania Maria (1978)
- Tania Maria & Niels-Henning Ørsted Pedersen (1979)

con Palle Mikkelborg
- Heart to Heart (1986)
- Hommage: Once upon a Time (1990)

con Tete Montoliu
- Catalonian Fire (SteepleChase, 1974)
- Tête à Tete (SteepleChase, 1977)

con Dado Moroni
- Bluesology (1981)

con Joe Pass
- Chops (1978)
- Northsea Nights (1979)
- Eximious (1982)

con Oscar Peterson
- Great Connection (MPS, 1971) - con Louis Hayes
- The Trio (Pablo, 1973) - con Joe Pass
- The Good Life (Pablo, 1973)
- Jazz in Paris - Oscar Peterson Stéphane Grappelli quartet vol. 1 (Universal, 1973)
- The Oscar Peterson Big 6 at Montreux (Pablo, 1975)
- Oscar Peterson and the Bassists (Oscar Peterson Jam) – Montreux '77 (Pablo, 1977)
- Night Child (1979)
- Skol (Pablo, 1979)
- Nigerian Marketplace (1981)
- Oscar in Paris (Telarc, 1996)

con Jean-Luc Ponty
- Sunday Walk (1969)

con George Shearing
- The MPS Trio Sessions (MPS, 1977 - 1981)

con Archie Shepp
- Looking at Bird (SteepleChase, 1981)

con Ben Webster
- Ben Webster in Denmark (1965-1971)